# 佩列斯韦特号战列舰
佩列斯韦特号战列舰（俄语：Пересвет，又译“佩列斯维特号”），是俄罗斯帝国在十九世纪末建造的3艘佩列斯韦特级战列舰的首舰，舰名得自于十四世纪库里科沃战役中率领俄军抗击蒙古军的僧侣亚历山大·佩列斯韦特。本舰建成后即配属俄羅斯帝國海軍太平洋舰队，1903年起驻扎在旅顺港（俄方称亚瑟港）。1904年日俄战争爆发时，本舰参加了旅顺口海战，其后在黄海海战中受重创退回旅顺港，旅順會戰中进一步受损搁浅。
1905年1月1日旅顺要塞陷落，日本随即捕获了本舰，并编列入日本海军，按相模國改名为相模。在向明治天皇奏请时的另一个候选名是“阿波”。
第一次世界大战爆发后，1916年，日本应俄国的要求将相模在内的多艘日俄战争战利舰售回俄国。俄国方面在接收本舰后恢复了原来的舰名佩列斯韦特号。1917年1月4日，本舰在通过苏伊士运河时，触发德国潜艇U-73号布下的水雷而沉没。

## 设计和概述
佩列斯韦特级的诞生与英國皇家海軍的百夫长级有很深的渊源。十九世纪末期，英国设计并建造了两艘百夫长级二等战列舰，用以防卫远离本土的据点，击退进行商路破袭的装甲巡洋舰，如俄国的俄罗斯号和留里克号等。受此刺激，俄国也针锋相对地设计了佩列斯韦特级，用以护卫己方的装甲巡洋舰。因此佩列斯韦特级牺牲了一定的防护和火力水平，以换取更高的航速和更远的航程。
佩列斯韦特级首舰佩列斯韦特号全长132.4米，宽21.8米，吃水深8.0米。设计排水量1万2877吨，建造过程中超重约1200吨，实际排水量达到了1万4030吨。本舰安装有30座贝尔维尔式水管锅炉，由3座垂直3段膨胀式复合蒸汽机提供动力，驱动3根推进轴，设计功率1万4500匹马力，设计最大航速18节。不过1899年11月本舰在海试时录得1万4532匹马力，实际最大航速18.44节。本舰可以装载2090吨煤，可以在10节经济航速下达到6200海里的航程。
本舰主炮为4门10英寸（254）火炮，安装在两座炮塔上，前后各一座。副武器为11门法国加奈生产的6英寸（152）速射炮，分别安装在舰体、以及前部船艏楼下方的炮郭中。另外还有一批用以防范鱼雷艇的小型武器，包括20门75毫米速射炮、20门47毫米炮以及8门37毫米炮。鱼雷武器为5具15英寸（381）鱼雷发射管，3具位于水线上、2具位于水线下。此外舰上还携带有45颗水雷。
本舰水线装甲带为哈维固态渗碳硬化钢装甲，厚度为4—9英寸（102—229）；炮塔则为克虏伯渗碳装甲，厚9英寸（229）；甲板装甲厚2—3英寸（51—76）。
由于本舰航速较快，有的资料称其为“快速战列舰”。

## 舰历

### 俄国海军服役期间
1895年11月21日，圣彼得堡波罗的海船厂开始了佩列斯韦特号的建造工程；1898年5月19日下水。不过佩列斯韦特号的后续建造工作诸多延误，直到1901年7月才最终完成，总造价1054万卢布。8月19日佩列斯韦特号开始服役，同年10月分派去亚瑟港（旅顺港）。11月1日，佩列斯韦特号途中在穿越大贝尔特海峡时不慎在丹麦朗厄蘭島附近搁浅，不过没有受到很严重的伤害。佩列斯韦特号抵达旅顺后，编列入太平洋舰队旅顺分舰队，并成为舰队副指挥帕维尔·彼得洛维奇·乌赫托姆斯基的旗舰。
甲午战争日本获胜之后，日本和俄国之间就满洲地区和朝鲜半岛的利益争夺愈发激烈，战争爆发的可能性也与日俱增。1903年底，日本方面认定谈判已经失去了意义，战争一触即发。考虑到战争随时都有可能爆发，太平洋舰队旅顺分舰队的主力舰将锚地转移到了旅顺港外港，一旦日本出兵登陆朝鲜，俄国舰队随时可以出动。
2月8-9日深夜，日本海军的驱逐舰编队夜袭旅顺口俄军泊地，日俄战争爆发。佩列斯韦特号在当晚的鱼雷袭击中没有受损。9日早上，日本联合舰队司令长官东乡平八郎海军中将判断俄军舰队受到鱼雷攻击后已经重创、陷入混乱，于是率领主力闯入旅顺港，用主炮对旅顺港岸防炮台进行炮击，而只用副炮攻击俄国舰队。然而俄国舰队并没有如日军高层指挥官预料的那样不堪一击，全舰包括佩列斯韦特号在内对日舰进行了反击。日军的副炮对于俄舰并没有起到太大的杀伤作用，使得俄舰可以持续进行还击。在日间战斗中佩里斯韦特号中弹3发，都没有造成太大损伤。
同年3月22日，日军舰艇在港外对旅顺港发动间接炮击。佩列斯韦特号以及若干其他俄军战列舰也进行了间接射击作为还击。3月26日，佩列斯韦特号出港训练时，不慎与塞瓦斯托波尔号相撞，受到一定损伤。同年4月13日，日军巡洋舰编队抵近攻击，时任太平洋舰队旅顺分舰队司令斯捷潘·馬卡羅夫马上出动大批军舰出港迎击。日军巡洋舰撤退，埋伏在外的第一战队（主力舰编队）随即靠近。发现了日军主力接近的马卡罗夫下令俄舰退回港内，然而在撤退时旗舰彼得罗巴甫洛夫斯克号触雷爆炸沉没，馬卡羅夫战死。是次行动双方一直距离较远，因此佩列斯韦特号没有损伤记录。两天后日军再度恢复对港内的间接射击，俄舰予以还击，炮战中佩列斯韦特命中日本装甲巡洋舰日進。
同年6月23日，继任太平洋舰队旅顺分舰队司令的威廉·维特捷夫特海军少将首次尝试突围，佩列斯韦特号也参加了这次行动。日军舰队在俄舰出港后迅速进行围堵，维特捷夫特不打算与日军决战，而选择回港。同年7月28日，佩列斯韦特号对陆地上的日军阵地进行了炮击。同年夏，守港俄军将佩列斯韦特号的一些火炮搬到陆地上协助防御，佩列斯韦特号共拆除了3门6英寸副炮、两门75毫米炮、两门47毫米炮和4门37毫米炮，以及3座探照灯；同时抽调103名水手上岸协防。同年8月9日，日本陆军在港外对港内进行炮击，由于缺乏观瞄手段，成效不大，佩列斯韦特号受到两发120毫米炮弹命中，损伤轻微。
由于日本陆军持续从陆地上炮击，旅顺港内的俄军舰队处境越发险恶。俄国高层责成维特捷夫特率领舰队从速突围，前往符拉迪沃斯托克（中文旧称海参崴），与符拉迪沃斯托克分舰队会合。港内俄舰8月10日07：00开始起航，准备突围，而日军舰队在中午拦截住俄军舰队，黄海海战爆发。
佩列斯韦特号在俄军战列中序列第4，在战斗一开始的远程炮击阶段损伤不大。大约18：00，佩列斯韦特号的主桅受命中击毁，另一边朝日发射的12英寸炮弹击中了俄军旗舰皇太子号的司令塔，正站在外面观察的维特捷夫特以及多名参谋人员当场战死，舰长重伤，混乱中皇太子号做出了一个剧烈的机动，然后停了下来。跟在后方的俄军舰艇一开始误以为是司令有意而为之而试图跟随，随后被迫同样急转弯避免撞上皇太子号，这一连串机动导致俄军战列陷入了混乱。
日军对皇太子号进行了持续的打击，列特维赞号向日军战列舰发起了冲击，试图转移日军炮火。佩列斯韦特号也跟随其后。日军立即将目标改为冲过来的两艘俄舰，两舰在承受了猛烈的炮击后转向撤退。此时乌赫托姆斯基发现了旗舰的状况有异，于是下令升起信号旗接过舰队指挥权，让其他俄舰跟随。由于佩列斯韦特号主桅已经损坏，信号旗只能系在舰桥外的栏杆上，导致其他俄舰花费了额外的时间才看清楚信号，重整队列又再用了不少时间。战斗中佩列斯韦特号受到各种炮弹命中39发，包括13发12英寸炮弹、15发8英寸炮弹以及一些6英寸炮弹；舰上13人战死、69人负伤。前部主炮塔损坏，由于缺乏电力，只能用人力装填和瞄准；舰艏一门47毫米炮彻底损坏，另有1门75毫米炮、两门47毫米炮受损；两门10英寸主炮、若干152毫米炮、3门75毫米炮和若干47毫米炮故障，但尚在可修复之列；水线附近多次受到命中，舰体多处进水，为了恢复平衡，佩列斯韦特号的双层船底的一些隔舱也打开注水，这才大致调整了回来。即使如此，佩列斯韦特号已经伤痕累累，继续突围已然无望，其他舰艇也多有负伤，乌赫托姆斯基只好下令返回旅顺港。舰长博伊斯曼多处负伤，仍然坚持指挥本舰返回港内；回港后博伊斯曼转往医院船蒙古号（俄语：Монголия）接受治疗（后因伤势不治）。
返港后佩列斯韦特号进行了维修，修理作业一直持续到9月底。虽然主要的作业只用了约一周时间，然而因为港内缺乏备用的10英寸炮管，而无法修复损坏了的主炮。

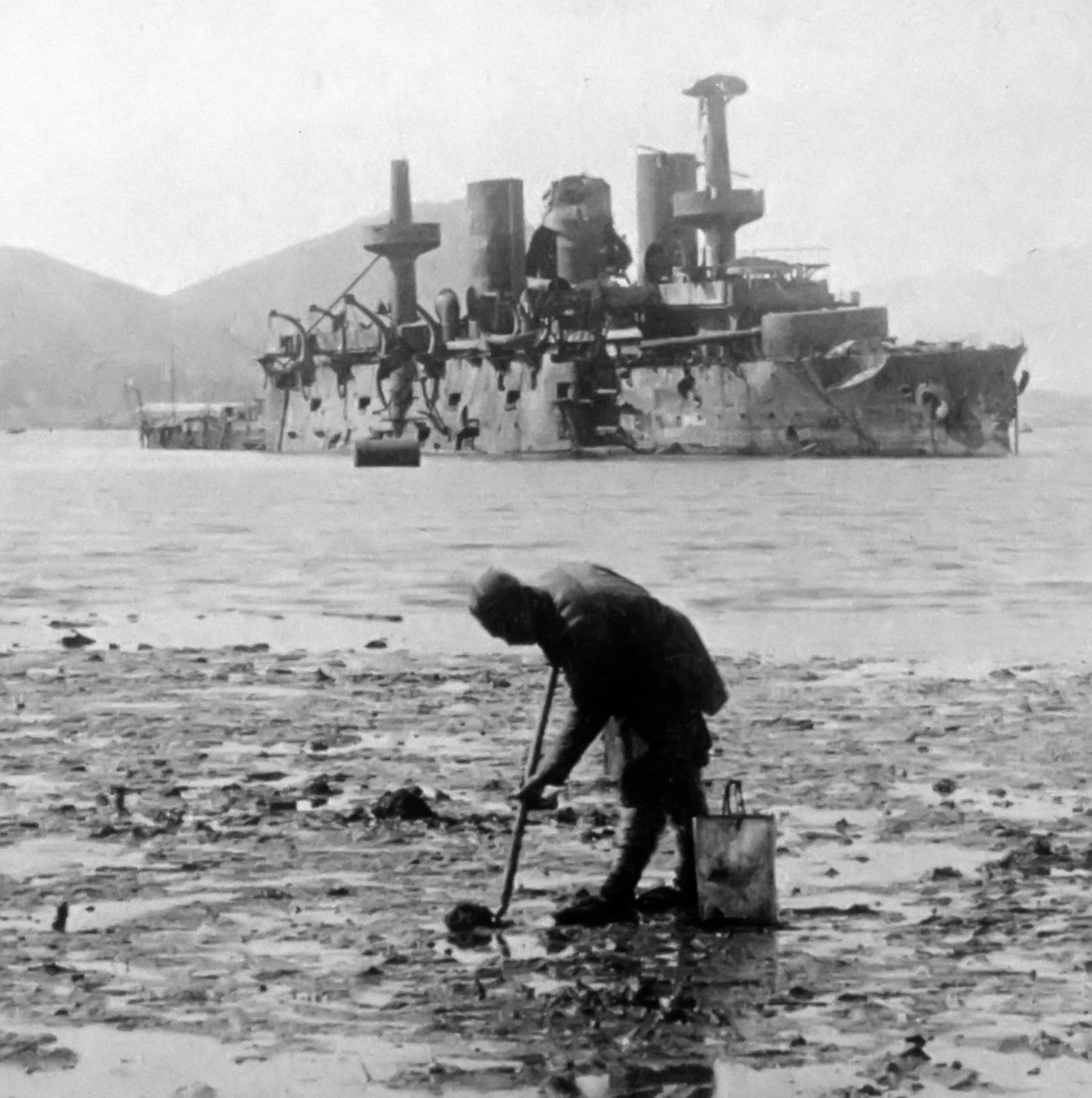
俄军破坏后弃置的佩列斯韦特号

俄军舰队返回了港内，暂时逃过一劫，然而日军并没有放松陆地上的进攻。接替战死的维特捷夫特担任舰队司令的罗伯特·维伦决定再次抽调舰队水兵和火炮充实地面防线。同年9月20-22日，日军向203高地发动总攻击，试图夺下这个旅顺要塞外的重要制高点。港内的俄军舰艇包括佩列斯韦特号、列特维赞号、波尔塔瓦号，以及炮舰波布尔号向日军阵地进行炮击，协助俄军防守，打退了日军的攻击。同年9月30日，日本陆军再次向港内进行盲射，佩列斯韦特号受到至少6发150毫米和120毫米炮弹命中；次日，佩列斯韦特号再次挨了一发炮弹。10月2日，佩列斯韦特号受到9发280毫米炮弹命中，虽然没有击穿甲板装甲，但对无防护部分造成了严重的损坏。同年10月11日，日军命中佩列斯韦特号11发；13日又再命中4发。14日夜间，俄军将佩列斯韦特号转移到更靠岸边的停泊地，由于受到山体的阻挡，接下来的一段时间内日军炮兵观测点都无法看到佩列斯韦特号。
同年12月5日，日军以惨重的代价攻下了203高地，从此日军可以用重炮直接对港内进行瞄准射击。6日，佩列斯韦特号共受到了20发280毫米炮弹命中；在挨到差不多10发的时候舰上就已经燃起了大火，舰长迪米特里耶夫二等海军校官（海军中校）担心引发舰上弹药殉爆而下令向舰内注水。佩列斯韦特号随后搁浅，后部水位都几乎达到了上层甲板。
旅顺要塞陷落后，一名英国记者塞宾·赖特（俄语：Сеппинг-Райт）参观了佩列斯韦特号，他如此描述道：“甲板上满目疮痍。船艏楼破破烂烂，各种设备全部损坏。炮击摧毁了塔楼上部，顶盖就这么耷拉在甲板上；剩下的塔楼也惨不忍睹，就像个烂掉的石榴。舰桥已经坏掉了；操舵室则根本无法修复。烟囱也被打烂了，其中一根就像是把一堆钢铁随便地扭弯后扔在那里。后部舰桥也跟前面差不太多，只不过大火的痕迹掩盖了很多炮击的伤痕罢了。”

### 日本海军服役期间
1905年1月1日，旅顺要塞陷落，日军捕获了废弃的佩列斯韦特号。同年5月15日起至6月29日，进行了打捞上浮作业。同年8月17日，佩列斯韦特号在改装巡洋舰日本丸、驱逐舰薄云陪同下从旅顺港出发；佩列斯韦特号的轮机依然可用，可以自行赴日本而无需拖曳。同年8月22日，佩列斯韦特还在路上时，日本方面将各战利舰改名并列入日本海军舰籍，佩列斯韦特号改名为“相模”，分类为一等战列舰（日语：一等戦艦）。8月23日，相模（佩列斯韦特号）抵达佐世保港。9月13日，相模从佐世保出发，16日抵达橫須賀，在橫須賀海軍工廠进行大修。9月21日，囚禁在松山战俘营的前佩列斯韦特号舰长博伊斯曼一等海军校官（海军上校）逝世。同年10月23日，日本在东京湾举行了凯旋观舰式，包括相模在内的诸多原俄国军舰也参加了仪式。

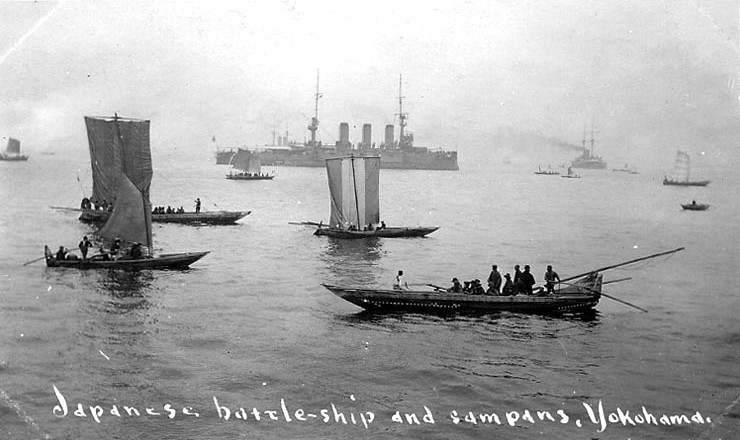
大白舰队到访期间，相模锚泊在横须贺，摄于1908年9月

12月12日，日本海军修订了海军类别等级表，战列舰不再分一等、二等。相模的分类也随之修改为“战列舰”（日语：戦艦）。
1908年秋，相模的大修工程完成。日本同时对本舰进行了一番改造，包括将前桅作战桅盘拆除；舰艏6英寸炮拆除；舰上所有的轻型火炮全部替换成了20门12磅速射炮；此外将原有的鱼雷发射管全部拆除，改为在水线上安装两具18英寸（457）鱼雷发射管。
1909年9月2日，裕仁亲王、雍仁親王、宣仁親王访问横须贺镇守府。时任横须贺镇守府司令长官上村彦之丞等多名官员带领裕仁一行进行了参观访问，并登上相模进行参观，时任相模舰长上村翁辅海军大佐为裕仁一行讲解了舰内的主要部位，并演示了炮术、消防、无线电、舰载艇等。
1912年8月28日，日本海军再次修订海军类别等级表，相模改列入一等海防舰（7000吨以上）。

### 重回俄国
第一次世界大战爆发后，日本和俄国都参加了协约国阵营，因此成为了盟国。俄国为了充实自己的海军力量，并且参与协约国的海上行动（哪怕是象征性地参与），向日本洽谈购回若干日俄战争时期的旧舰。1916年，日本将3艘原俄国军舰（丹後（波尔塔瓦号）、相模（佩列斯韦特号）、宗谷（瓦良格号）等三舰）转售予俄国，同年4月3日，相模抵达弗拉迪沃斯托克；4月4日，将三舰从日本海军中除籍；4月5日，俄国海军在符拉迪沃斯托克接收了相模，并重新恢复了原有的舰名“佩列斯韦特”，同时将舰艇类别划分为装甲巡洋舰。
俄军接收后派出了一个委员会对佩列斯韦特号进行检查。舰体、轮机、武器等老化严重，同时还有不少别的问题。舰上三分之一的锅炉已经无法使用；主炮也是佩列斯韦特号服役时就装备的那几门，已经严重磨损。日本人只替换了那些在战斗中损坏的火炮。舰上的6英寸炮也都相当老旧，不少还是从鹰号和列特维赞号上拆下来的。反鱼雷艇用的火炮倒是比较新一些，因为日本人把原来的75毫米炮换成了日本国产的76毫米炮。舰上原来安装的西门子公司生产的火控设备也早就相当落后过时，还相当不可靠。此外委员会还列出了一些日本人改动的地方，比如简化了塔楼的安装，同时改动了副炮和水雷的弹药输送装置；同时还换上了英国制的光学观瞄设备。
俄国人在进行了一番应急修理后，同年5月23日，佩列斯韦特号进行海试。这次测试又发现了许多问题。舰上只有16个锅炉运作，维持着10节的航速；但很多设备都损坏了。本舰在返回符拉迪沃斯托克途中触礁。俄国方面将时任舰长萨博特金撤职，换上了蔚山海战时留里克号舰长伊万诺夫；同时也更换了航海长。5月31日，日本方面派出防护巡洋舰笠置，载运着横须贺海军工厂和舞鶴海軍工廠的员工们赴事故地点，7月9日，日本人成功将佩列斯韦特号上浮。接下来的8月，佩列斯韦特号都在舞鹤工厂进行修理。俄国为了捞救和维修支付了74万卢布，然而工作完成的质量并不高，俄国决定到了英国再行对本舰继续进行修理。
同年10月18日，佩列斯韦特号离开日本出发，预定加入白海舰队。1917年初，佩列斯韦特号在塞得港外停留，对轮机进行整修。1月4日，佩列斯韦特号在一艘英国驱逐舰的护卫下出发。两舰为了提防潜艇而选择了走反潜Z字形航线。然而17：30离港外约10海里（19；12英里）时，触发了两颗由德国潜艇U-73号布设的水雷，前部出现破洞，一个锅炉室破损，舰上起火，17:47倾覆沉没。其后另一艘英国驱逐舰和一艘法国拖网渔船赶来进行救援。对于伤亡数字不同来源统计不一，Preston认为是167，而McLaughlin记录是116人。

## 历任舰长

### 俄国战列舰舰长
- 1895-1897. 菲奥多尔·谢缅诺维奇·菲利索夫 Филисов Фёдор Семенович
- 1897-1902. Н.С.科罗廖夫 Королев Н.С.
- 1902-1904. 瓦西里·阿尔谢尼叶维奇·博伊斯曼 Бойсман Василий Арсеньевич
- 1904. 阿列克谢·阿列克谢维奇·迪米特里耶夫 Дмитриев Алексей Алексеевич

### 日本舰长
下表系根据《日本海軍史》第9、10卷《将官履歴》，以及《官報》进行整理。
- 土屋光金 海军大佐：1908年4月20日 - 12月10日
- 上村翁輔 海军大佐：1909年5月22日 - 1911年9月2日
- （兼）江口麟六 海军大佐：1911年9月2日 - 9月21日
- （兼）土山哲三 海军大佐：1911年9月21日 - 12月9日
- 平冈贞一 海军大佐：1912年4月20日 - 1912年12月1日
- 小黑秀夫 海军大佐：1913年4月1日 - 1914年5月29日
- 布目满造 海军大佐：1914年5月29日 - 1915年10月1日
- 小山田仲之丞 海军大佐：1915年10月1日 - 12月13日
- 关重孝 海军大佐：1915年12月13日 - 1916年4月4日

### 俄国装甲巡洋舰舰长
- 1916. 迪米特里·迪米特里叶维奇·扎博特金 Заботкин Дмитрий Дмитриевич
- 1916. 康斯坦丁·彼得洛维奇·伊万诺夫 Иванов Константин Петрович

## 同级舰
- 奥斯利雅维亚号战列舰，对马海峡海战中沉没
- 胜利号战列舰 (1900年)，旅顺要塞陷落后一同被俘，改名“周防”